# زیر گنبد کبود (مجموعه تلویزیونی)
زیر گنبد کبود یا آقای حکایتی نام مجموعه تلویزیونی مخصوص کودکان بود که در دهه ۶۰ و ۷۰ خورشیدی از تلویزیون ایران پخش می‌شد. در این برنامه بهرام شاه‌محمدلو در نقش آقای حکایتی به ایفای نقش می‌پرداخت. سری اول با نویسندگی ایرج طهماسب در سال ۱۳۶۶ کلید خورد. در سال ۱۳۶۸ و ۱۳۷۴ نیز نویسندگی مجموعه ۱۳ و ۱۴ قسمتی زیر گنبد کبود برعهده راضیه برومند بود. سری اول این برنامه در سال ۱۳۶۶ و سری دوم در سال ۱۳۷۴ ساخته شد و بین زمان ساخت این دو سری ۸ سال فاصله بود. موسیقی این مجموعه ساخته بهرام دهقانیار است. در سال ۱۳۹۲ موسیقی این مجموعه با تنظیم جدید سام وفایی و در قالب یک نماهنگ منتشر شد.
طراح صحنه و دکور این مجموعه فاطمه سلطان حسینی بود

## داستان برنامه
این برنامه در فضای یک فروشگاه با نام فروشگاه قصه (در سری بعدی بازار قصه) اجرا میشد. در این برنامه با یک قصه، موضوعی بیان می‌شد و وظیفه بعدی بر عهده بازیگران بود که به نحوی موضوع را گسترش بدهند و مسئله‌ای که در داستان ایجاد شده بود را با کمک آقای حکایتی حل کنند. در این میان، آقای حکایتی که شالی بر گردن و کتاب قصه‌ای بزرگ در دست داشت، به شیوه کاملاً غیرمستقیم و بدون آنکه پندی دهد، تلاش می‌کرد تا آن پیام مورد نظر را به مخاطب کودک برنامه منتقل کند. در این لحظات بود که بازیگران با هم توافق می‌کردند که آقای حکایتی قصه‌ای را برایشان تعریف کند و بعد با یک ریتم تند دکور صحنه متناسب با داستان تغییر می‌کرد.